# 上山輝一
上山 輝一（かみやま てるいち、1900年〈明治33年〉5月9日 - 1982年〈昭和57年〉5月26日）は、日本の政治家。東京都中野区長、東京都議会議員（2期）を務めた。計理士、税理士。

## 経歴
1900年現在の和歌山県有田市に生まれる。高千穂高等商業学校（現高千穂大学）第6回卒業。1955年4月以来、東京都議会議員に連続2回当選（日本民主党→自由民主党）。1963年3月21日に中野区長に就任。1967年3月に再選。区長を1963年3月22日から1971年3月27日まで務めた。その後1972年4月から1982年5月26日まで高千穂商科大学の理事を務めた。

## その他
- 元東京都競馬株式会社取締役、元理研アドソール工業社長、元東京計理士会、中野区体育協会各副会長、元中野区軟式野球連盟会長を歴任
- 中野区剣道連盟名誉会長[3]、元特別区長会長[4]